# Wilhelm Klagholz
Wilhelm Klagholz (* 22. Juni 1905 in Heilbronn; † 23. Juni 1984) war ein Flaschner- und Installateurmeister, der eine Werkstätte für kunsthandwerkliche Metallarbeiten in Heilbronn betrieb. Er wurde besonders durch seine künstlerischen Arbeiten bekannt. Dabei formte er als Bildhauer kunsthandwerkliche Plastiken wie die Tierfiguren an der astronomischen Kunstuhr des Heilbronner Rathauses.

## Leben und Wirken
Klagholz besuchte die Mittelschule in Heilbronn und lernte bei dem Handwerksbetrieb E. W. Kachel den Beruf des Flaschners und Installateurs. Er arbeitete in der Schweiz, Österreich, in Norddeutschland, bei den Junkerswerken in Dessau, bei den NSU-Werken in Heilbronn sowie bei den Stadtwerken in Heilbronn. Im Zweiten Weltkrieg geriet er in sowjetische Kriegsgefangenschaft. Nach dem Krieg kehrte er nach Heilbronn zurück und eröffnete an der Christophstraße 47 in Heilbronn eine Werkstätte für kunsthandwerkliche Arbeiten. Von 1976 bis 1980 wohnte er in Murrhardt, später in der Gymnasiumstraße 80 in Heilbronn. Er war mit Wilhelmine geb. Schneider verheiratet und hatte mit ihr zwei Töchter (Lore und Elke) und einen Sohn (Rolf).

### Bildhauer
Er arbeitete auch als Bildhauer, der kunsthandwerkliche Plastiken – meist Tierfiguren – formte. So galt er als „Heilbronner Handwerker und Künstler … Der Künstler in ihm blüht[e] auf, wenn er das Kupfer figürlich formt[e] … er [hatte] für das Färben des Kupfers eine eigene Mixtur entwickelt.“ Mit der Plastik des Heilbronner Adlers auf dem Rathaus „schuf [er] ein rechtes Meisterstück, das beweist, welch vorzügliche Werke das echte Kunsthandwerk zu schaffen vermag …“. Er fertigte den neuen Heilbronner Adler, nachdem die alte Figur am Rathausturm zerstört worden war. Die Gesamthöhe beträgt 1,70 m, die Spannweite 60 cm, die Länge 85 cm. Neu hergestellt hatte er auch den Hahn für die Rathausuhr, die er in Kupfer getrieben hatte. Von dem Hahn der alten Rathausuhr waren nach dem Krieg nur der Fuß und Schwanz übriggeblieben. Einer der beiden Widder der alten Rathausuhr war verschollen; Klagholz fertigte nach dem erhaltengebliebenen Original nun einen neuen Widder. Ebenso wurden die Trompete und das Zepter der beiden Engel an der Rathausuhr von ihm neu hergestellt.
Für das Heilbronner Stadtbad am Wollhausplatz sollte er eine Nachbildung des bis zur Zerstörung im alten Stadtbad befindlichen Wasserspeiers schaffen und lieferte einen in Kupfer getriebenen modernen Löwenkopf. Als die Nikolaikirche in Heilbronn wiederaufgebaut wurde, setzte er einen von ihm gestalteten Hahn auf den Dachreiter. „Viele Kirchtürme der Region“, wie die Kirchtürme in Großgartach (Lorenzkirche) oder Lampoldshausen (Nikolauskirche) tragen einen von ihm in Kupfer getriebenen Hahn.
Sein Leben und künstlerisches Wirken wurde in der Deutsche Handwerks Zeitung gewürdigt, wie „er u. a. die Figuren an der Rathausuhr [und] zahlreiche künstlerische Arbeiten für Kirchen (Taufbecken) und Behörden geschaffen [hat].“ Klagholz wurde daneben durch die Handwerkskammer geehrt.

Plastiken von Wilhelm Klagholz in Heilbronn
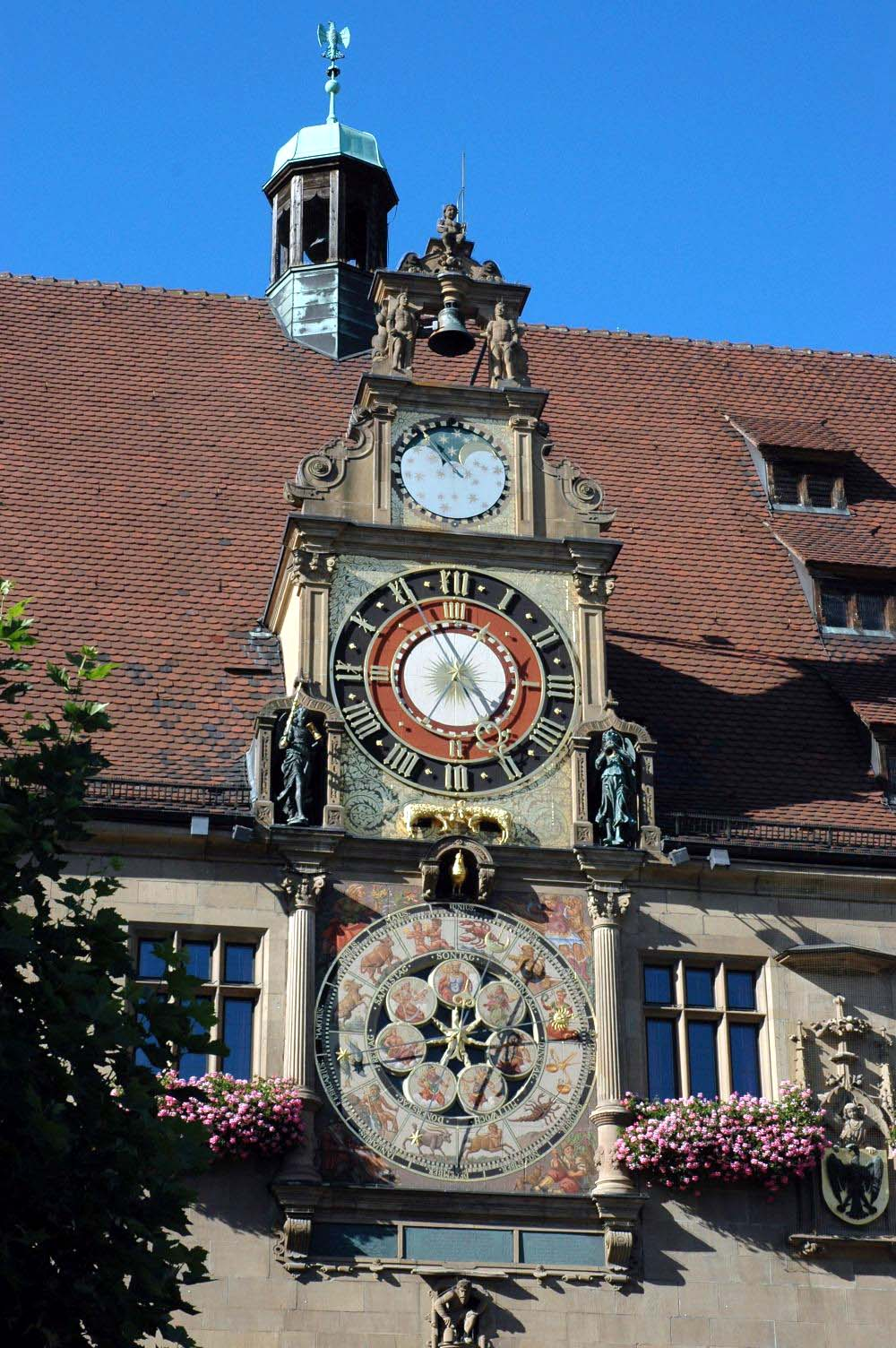
Plastik des Heilbronner Adler ganz oben
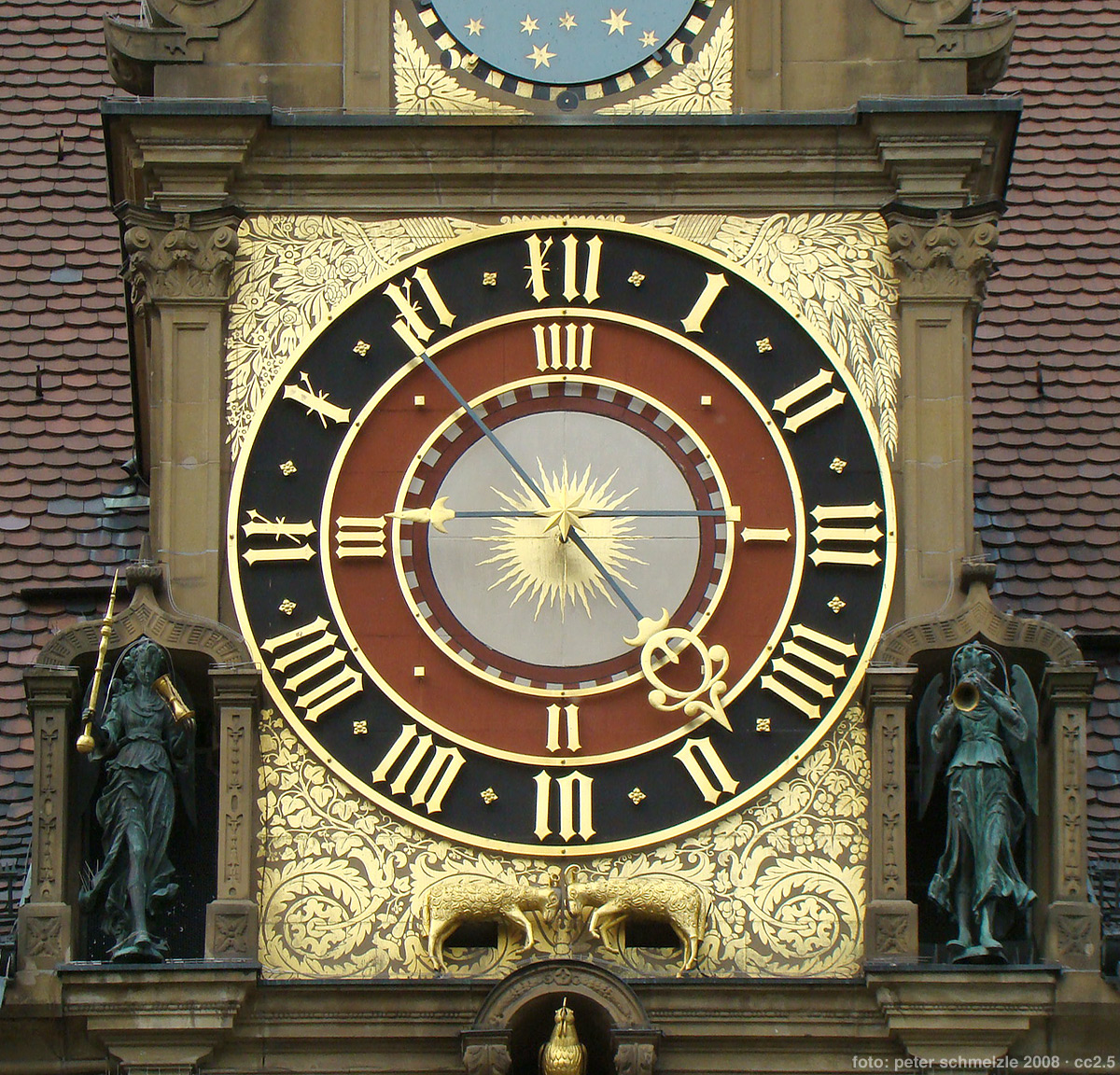
Plastik der Trompete und des Zepters der beiden Engel
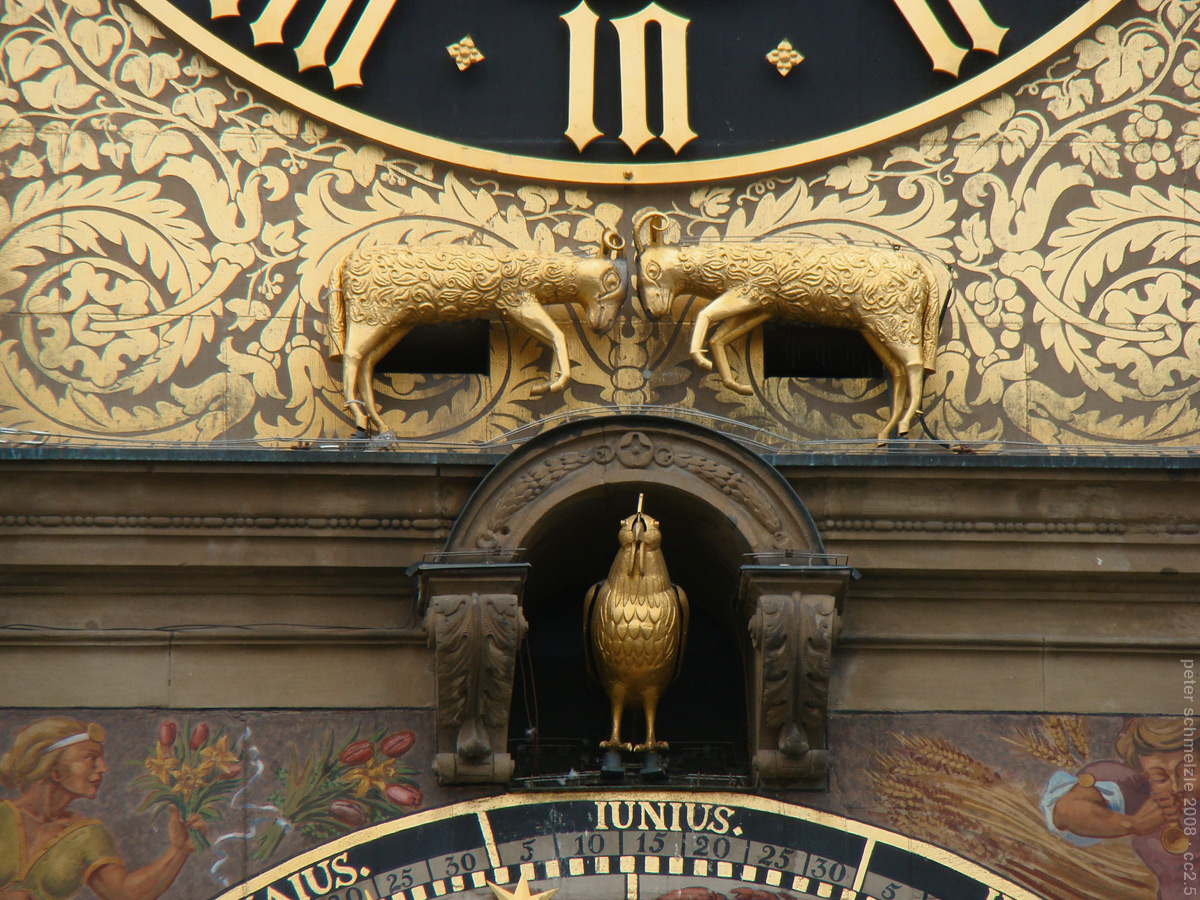
Plastik des Widders und des Hahns

### Sonstiges
Er ist auch als „Restaurator vieler Heilbronner Sehenswürdigkeiten“ bekannt. So restaurierte er das Robert-Mayer-Denkmal und das Schiller-Denkmal in Heilbronn. Er restaurierte auch die schwierigen Dachverwahrungen am Zwiebelturm bei der Wallfahrtskirche „Unserer lieben Frau vom Nussbaum“ in Höchstberg und am Schloss Liebenstein. Am Tagblatt-Turm in Stuttgart gestaltete er die dort befindlichen Buchstaben der Aufschrift. Klagholz gestaltete modern und fachgerecht „viele andere“ Neubauten „weit über Heilbronn hinaus“.
Tiere waren für Klagholz nicht nur Objekt der Kunst. Er war auch engagierter Kleintierzüchter. So war er ab 1934 Vorstand des Reichsbund Deutscher Kleintierzüchter e.V. – Reichsgruppe Ausstellungsgeflügelzüchter e.V. 1947 wurde er als 1. Vorsitzender des Kreisverband Kaninchen Heilbronn offiziell gewählt. 1954 wurde er zum 1. Kreisvorsitzenden des Kreisverband Vereinigter Kleintierzüchter Heilbronn e.V. gewählt. Am 7. Juni 1980 wurde er bei einer Tagung des Zentralverband Deutscher Kaninchenzüchter (ZDK) zum Meister der Deutschen Rassekaninchenzucht ernannt.